# Northrop P-61 Black Widow
Northrop P-61 Black Widow var ett amerikanskt nattjaktflygplan som tillverkades under andra världskriget. Det var det första amerikanska flygplanet specifikt utvecklat för att utrustas med radar.
De 37 första planen i serien utrustades med fyra 12,7 mm kulsprutor monterade i ett vapentorn på planets översida. De uteslöts senare på grund av rekylproblem, men sedan dessa lösts så återinfördes tornen på de senare modellerna.

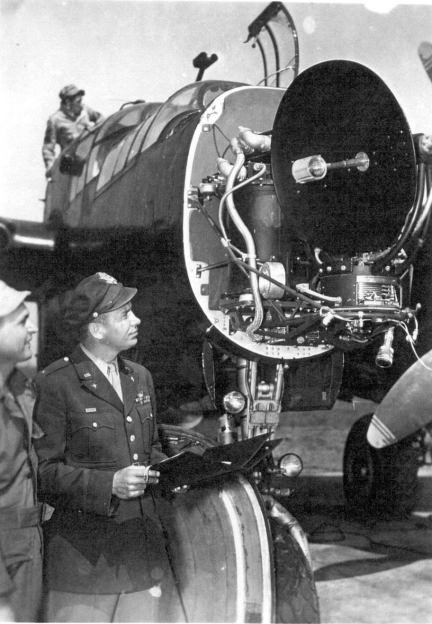
Radarantennen på en P-61.